# SN 1997cc
SN 1997cc – supernowa odkryta 29 kwietnia 1997 roku w galaktyce A141633+5223. W momencie odkrycia miała maksymalną jasność 23,50m.